# Kunpeszér
Kunpeszér es un pueblo en el condado de Bács-Kiskun, en la región de la Gran Llanura del Sur en el sur de Hungría.

## Geografía
Tiene una superficie de 77,55 kilómetros cuadrados y tiene una población de 766 personas (2024).